# Afonso de Viseu
D. Afonso de Viseu, 8.º Condestável de Portugal (Castela, c.1482 — Beja, outubro de1504) foi um nobre e militar português, filho natural de Diogo, Duque de Beja e de Viseu e de Leonor de Sotomayor y Portugal, duquesa de Villahermosa, que era trineta de Dom Pedro I de Portugal.

## Biografia
Nasceu da ligação amorosa de seu pai com a duquesa de Villahermosa, durante a estadia do duque de Viseu em Castela, entre o verão de 1481 e o verão de 1482, no âmbito do chamado "Tratado das Terçarias de Moura", que previa uma troca de reféns, membros das famílias reais de Portugal e Castela, como garantia da paz entre os dois reinos, na sequência da invasão de Castela por D. Afonso V, em 1476.
Logo após o seu nascimento em Castela, D. Afonso de Viseu veio para Portugal com o seu pai e foi educado no maior segredo por Antão de Faria, alcaide-mor de Portel, seguindo as instruções de D. João II, no sentido de D. Afonso ser criado "como o filho de algum lavrador, sem se saber quem era".
O seu pai. D. Diogo, faleceria às mãos de D. João II, acusado de conspirar contra o rei, em agosto de 1484. Como descreve o cronista Garcia de Resende: "... sem se passarem muitas palavras el rey per si o matou aas punhaladas."
Anos mais tarde, pouco depois de D. João II falecer (25 de outubro de 1495), a infanta D. Beatriz, mãe do duque D. Diogo e do novo rei D. Manuel I, e avó paterna de D. Afonso, mandou buscá-lo a Portel e passou a criá-lo na sua casa, "como convinha a um seu neto". E, pouco depois de ascender ao trono, D. Manuel I reconheceu D. Afonso como seu sobrinho e confiou formalmente à sua mãe, a referida D. Beatriz de Portugal, Duquesa de Viseu, a tutela do sobrinho. Em 31 de maio de 1500, nomeou-o para o cargo de Condestável de Portugal e ainda promoveu o seu casamento, poucos dias depois, com D. Joana, irmã do 2.º Marquês de Vila Real.
D. Afonso de Viseu viria a falecer muito jovem, em 1504, pelo que nunca teve papel relevante na cena política portuguesa da época. 
Esteve sempre envolto numa auréola de mistério, devido à identidade da sua mãe. É praticamente certo que tenha sido filho da relação de seu pai com D. Leonor, duquesa de Villahermosa, tendo nascido quando o marido desta, Alfonso de Aragón y Escobar, ainda estava vivo (Alfonso de Aragón faleceria no ano de 1485, ou seja, três anos depois do nascimento de D. Afonso, e foi também em 1485 que nasceu a sua última filha legítima com sua mulher D. Leonor, chamada María de Aragón y de Sotomayor).
O cronista Damião de Góis, escrevendo na Crónica do Felicíssimo Rei D. Manuel, é enfático na atribuição da filiação materna e na data aproximada do nascimento de D. Afonso de Viseu:
"Este dom Afonso houve ho duque dom Diogo da Marquesa de Villa Fermosa, andando em Castella, per caso das terçarias"
Na época, era raro que uma duquesa casada tivesse um filho ilegítimo, mas o comportamento do pai de D. Afonso sempre revelou tendência a fugir das regras vigentes. E isso especialmente ao longo do ano que passou como refém em Castela, em que D. Diogo manifestou desejo de partir para a guerra contra os mouros (no que logo foi cerceado pelo monarca português) e violou por mais que uma vez as regras de deslocamento a que estava sujeito, na sua condição de refém.
Sempre mostrando muita, porventura excessiva, autoconfiança, D. Diogo foi ao ponto de ter um filho durante a sua estadia em Castela, no caso, com uma mulher - D. Leonor de Sotomayor e Portugal - casada com um duque espanhol e, por essa via, cunhada do rei de Aragão. 
Estas circunstâncias muito especiais do nascimento de D. Afonso impunham extrema discrição, até por razões políticas, pois envolviam garantias de cumprimento de um tratado de paz entre Portugal e Espanha. Mas não impediram D. Manuel I de dar a D. Afonso de Viseu a posição formal de membro da família real, um casamento na alta nobreza lusa e o prestigiado cargo de Condestável. D. Afonso faleceria porém com pouco mais de 20 anos de idade, não chegando assim a ser figura principal na corte manuelina.

## Casamento e descendência
Casou em Leiria, a 2 de Junho de 1500, com D. Joana de Noronha, filha de Pedro de Menezes, 1.º Marquês de Vila Real. Do casamento nasceu uma uma única filha:
- D. Brites de Lara (1502-1555), que casou em 1520 com Pedro de Menezes, 3.º Marquês de Vila Real, seu primo; com descendência, nomeadamente nas casas dos marqueses e depois duques de Vila Real, dos Lancastres, duques de Aveiro e dos Ataídes, condes da Castanheira.[7]

## Bibiliografia
- João Paulo Oliveira e Costa, D. Manuel I, 1469-1521: um príncipe do renascimento, Círculo de Leitores, Lisboa, 2005 (Capítulo II)